# Araruama
Araruama là một đô thị thuộc bang Rio de Janeiro, Brasil. Đô thị này có diện tích 633,795 km², dân số năm 2007 là 100378 người, mật độ 158,4 người/km².